# Anna Handler
Vous pouvez aider à l'améliorer ou bien discuter des problèmes sur sa page de discussion.
- Il ne cite pas suffisamment ses sources. Vous pouvez indiquer les passages à sourcer avec {{référence nécessaire}} ou {{Référence souhaitée}}, et inclure les références utiles en les liant aux notes de bas de page. (Marqué depuis février 2025)
- Certaines informations devraient être mieux reliées aux sources mentionnées dans la bibliographie ou les liens externes. Améliorez sa vérifiabilité en les associant par des références. (Marqué depuis février 2025)
- La traduction doit être revue. Le contenu est difficilement compréhensible à cause d’erreurs de traduction, peut-être dues à l’utilisation d’un logiciel de traduction automatique. (Marqué depuis février 2025)

- Archive Wikiwix
- Bing
- Cairn
- DuckDuckGo
- E. Universalis
- Gallica
- Google
- G. Books
- G. News
- G. Scholar
- Persée
- Qwant
- (zh) Baidu
- (ru) Yandex
- (wd) trouver des œuvres sur Wikidata

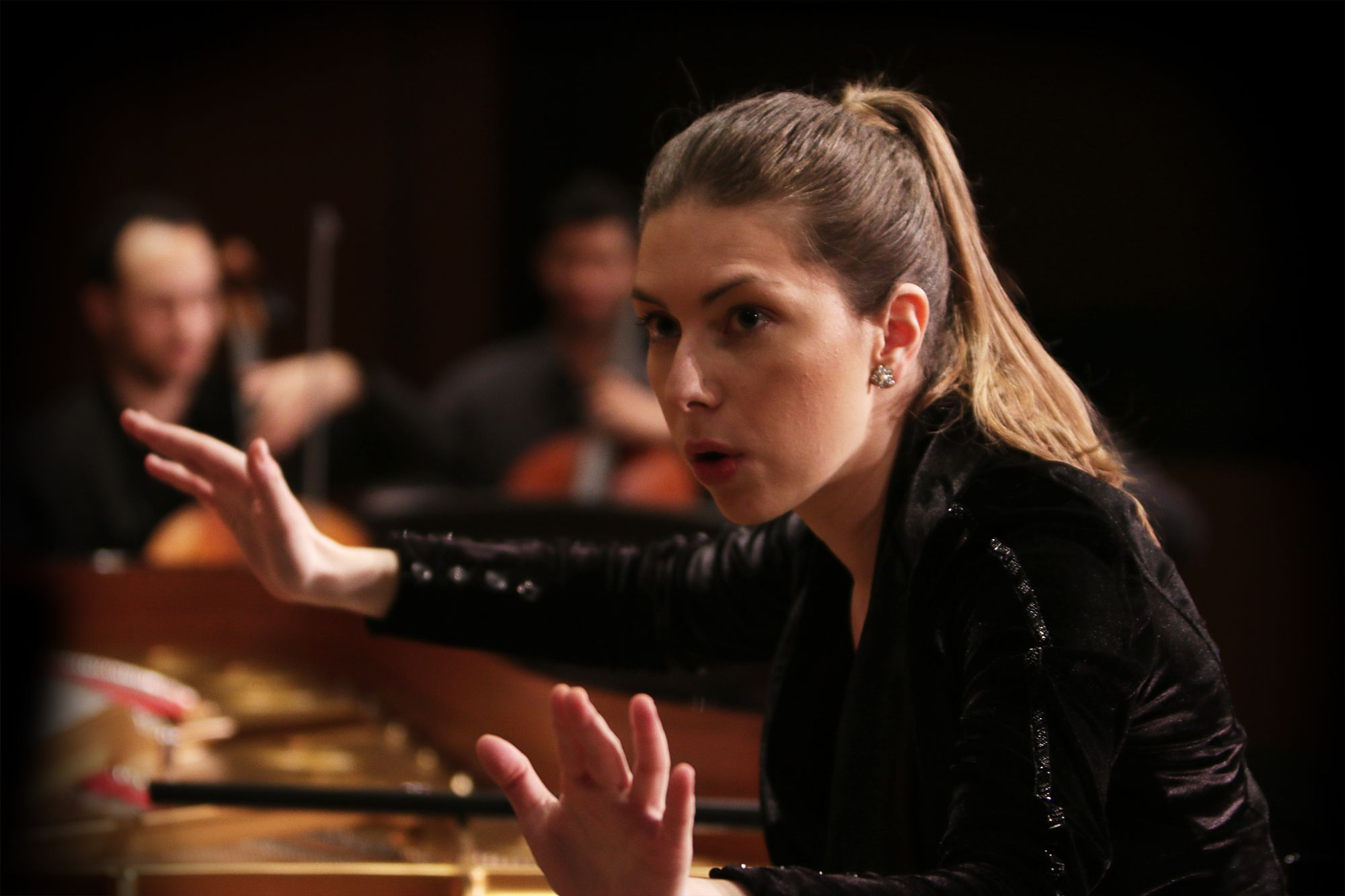
Anna Handler

Anna Isabella Handler, née à Cagnes-sur-Mer le 16 avril 1996, est une cheffe d'orchestre et pianiste allemande. Elle a été Dudamel Fellow de l'Orchestre Philharmonique de Los Angeles pour la saison 2023/24. Depuis septembre 2024, elle est chef assistante de l'Orchestre symphonique de Boston pendant deux ans.

## Vie
Anna Handler est née d'un père allemand et d'une mère colombienne à Cagnes-sur-Mer, où ses parents travaillaient comme ingénieurs. Elle a grandi à Munich avec sa sœur cadette Laura Handler, avec qui elle a d'abord formé un duo de chant. Elle a étudié le piano et la direction d'orchestre avec Ingrid Fliter à l'Académie Pianistique d'Imola, avec Adrian Oetiker à l'Université de Musique et de Théâtre de Munich, avec Henri Sigfridsson à l'Université des Arts Folkwang d'Essen, avec Nicolás Pasquet et Ekhart Wycik à l'Université de Musique Franz Liszt de Weimar et avec Pavel Gililov à l'Académie de Musique du Liechtenstein. En mai 2023, elle termine ses études avec David Robertson à la Juilliard School de New York, pour lesquelles elle devient la première femme chef d'orchestre à recevoir la bourse Juilliard Kovner pour étudiants exceptionnels en musique classique.

## Carrière
Après ses débuts au Festival de Salzbourg 2022 en tant que directrice musicale du Camp Káťa Kabanová, elle y est réengagée pour diriger de nouvelles productions de L'enfant et les sortilèges de Ravel (2023) et Die Kluge d'Orff (2024). D'autres faits saillants en 2023 et 2024 incluent ses débuts avec l'Orchestre Philharmonique de Los Angeles, l'Orchestre du Minnesota et l'Orchestre Symphonique de Caroline du Nord, l'Orchestre Philharmonique de la BBC, l'Orchestre Philharmonique de Graz et l'Orchestre de la Radio de Munich.
Au cours de la saison 2022/23, elle a fait ses débuts avec l'Orchestre Symphonique Allemand de Berlin, l'Orchestre Symphonique du Liechtenstein, l'Orquesta Filarmónica de la UNAM au Mexique et la Mecklenburgische Staatskapelle Schwerin.
Handler a assisté des chefs d'orchestre de renom tels que Kirill Petrenko - où elle a notamment dirigé la musique de scène pour l'opéra-concert Mazeppa avec la Philharmonie de Berlin -, Daniel Harding (Orchestre symphonique de la radio bavaroise), Barbara Hannigan (LSO, Philharmonie de Munich) ainsi que Manfred Honeck et Simone Young. À l'Opéra d'État de Bavière, elle assiste Oksana Lyniv et prend en charge la direction musicale de la production Eva et Adam, créée au Festival d'opéra de Munich en 2019.
En tant que fondatrice et directrice de l'ensemble Enigma Classica, Handler a travaillé avec des solistes de renom tels qu'Arabella Steinbacher[8], Daniel Müller-Schott, Sabine Meyer et sa sœur, la violoniste Laura Handler, avec qui elle forme un duo instrumental à succès. Avec son équipe d'Enigma Classica, elle a présenté un projet interdisciplinaire d'éducation musicale avec animation vidéo en temps réel au Young Artists Festival de Bayreuth en août 2022. Elle a reçu le prix Maria Ladenburger en coopération avec WDR, la Fondation Cusanuswerk et Deutsche Grammophon. La Fondation culturelle européenne Europamusicale lui a également décerné le Rising Star Award.

## Enregistrements vidéo
- Johann Strauss : Die Fledermaus (Ouvertüre), Johannes Brahms : Tragische Ouvertüre, Zoltán Kodály : Tänze aus Galanta, Finale. The Juilliard Orchestra unter Anna Handler. Alice Tully Hall, New York 2022/2023. [vidéo] « Disponible », sur YouTube (13:42 min).
- Giuseppe Verdi : La forza del destino, Ouvertüre. Allegra Festival & Academy unter Anna Handler, Bulgaria Hall, Sofia, 22. Juli 2022. [vidéo] « Disponible », sur YouTube (9:00 min).
- Edvard Grieg : Sonate Nr. 3 für Violine und Klavier c-Moll op. 45. Anna Handler (Klavier), Laura Handler (Violine). Siemensvilla, Berlin, 2021. [vidéo] « Disponible », sur YouTube (15:53 min).
- Antonín Dvořák : Silent Woods (Waldesruh) für Cello und Orchester, op. 68/5. Ensemble Enigma Classica, Anna Handler (Klavier), Laura Moinian (Cello). München, 2021. [vidéo] « Disponible », sur YouTube (6:01 min).
- Johannes Brahms: Variationen über ein Thema von Robert Schumann, op. 9. Anna Handler (Klavier). Siemensvilla Berlin, 2021. [vidéo] « Disponible », sur YouTube (19:09 min).
- Wolfgang Amadeus Mozart : 23. Klavierkonzert in A-Dur, KV 488, 1. Satz (Allegro). Ensemble Enigma Classica, Anna Handler (Klavier). München, 2019. [vidéo] « Disponible », sur YouTube (11:17 min).
- Wolfgang Amadeus Mozart: 23. Klavierkonzert in A-Dur, KV 488, 2. Satz (Adagio). Ensemble Enigma Classica, Anna Handler (Klavier). München, 2019. [vidéo] « Disponible », sur YouTube (5:52 min).
- Wolfgang Amadeus Mozart: 23. Klavierkonzert in A-Dur, KV 488, 3. Satz (Allegro). Ensemble Enigma Classica, Anna Handler (Klavier). München, 2019. [vidéo] « Disponible », sur YouTube (8:14 min).

## Récompenses
- 2023 : Bourse Juilliard Kovner pour étudiants exceptionnels en musique classique
- 2020 : Prix du parrainage Maria Ladenburger
- 2019 : Rising Star Award de la Fondation culturelle européenne Europamusicale
- 2018 : Lauréat du Concours International Hans von Bülow dans la discipline « Direction d'orchestre depuis le piano »

## Weblinks
- Website von Anna Handler
- Sebastian Kiefl: Das zweite paar Ohren: Die Dirigentin Anna Handler. In: SWR2, Treffpunkt Klassik, 19. Februar 2024 (Interview, mit Video; 12:48 min)
- Sebastian Obermeir: Musik und die Politik der richtigen Töne ‒ Dirigentin Anna Handler im Gespräch. In: Hallo München. 20. Mai 2023 (Interview)
- „Ich habe noch nie so intensiv gelebt und gelernt“. In: sinfonima.de. 22. März 2022 (Interview)
- 26-jährige Anna Handler dirigiert Neujahrskonzert in Schwerin. In: NDR Mecklenburg-Vorpommern, Nordmagazin. 3. Januar 2023
- Modèle:Operabase
- Anna Handler: [vidéo] « Appreciation », sur YouTube, TV UNAM, Mexico, Juni 2023 (Interview, spanisch mit englischen Untertiteln)
- Anna Handler: [vidéo] « Conversando », sur YouTube, Amigos OFUNAM, 2022 (Interview, spanisch)